# Берег (Челябинская область)
Бе́рег — посёлок в Уйском районе Челябинской области России. Входит в состав Соколовского сельского поселения.

## География
Посёлок находится в центральной части области, в лесостепной зоне, на левом берегу реки Увелька, на расстоянии 26 км (по прямой) к северо-востоку от села Уйское, административного центра района. Абсолютная высота — 296 м над уровнем моря.
Часовой пояс
Посёлок Берег, как и вся Челябинская область, находится в часовой зоне МСК+2. Смещение применяемого времени относительно UTC составляет +5:00.

## Население
| 2002 | 2010 |
| ---- | ---- |
| 41   | →41  |

Гендерный состав
По данным Всероссийской переписи населения 2010 года, в гендерной структуре населения мужчины составляли 51,2 %, женщины —  48,8 %.
Национальный состав
Согласно результатам переписи 2002 года, в национальной структуре населения русские составляли 95 %.

## Улицы
- ул. Береговая,
- ул. Дачная,
- ул. Лесная[6].